# Усагін Іван Пилипович
Іван Пилипович Усагін (рос. Иван Филиппович Усагин, 26 серпня (7 вересня) 1855 — 26 березня 1919) — російський фізик, винахідник трансформатора.

## Біографія
Працюючи прикажчиком у магазині, займався самоосвітою. За допомогою професора Московського університету Миколи Любімова підготувався і 1882 року був зарахований лаборантом кафедри фізики університету, де значною мірою його зусиллями був створений фізичний кабінет. Усагін володів високим експериментальним мистецтвом та винахідливістю, що здобули високу оцінку Миколи Умова , Олександра Столєтова, Петра Лебедева, з якими він працював.
1882 року на Всеросійській промислово-художній виставці в Москві Усагін демонстрував установку, яка показала можливість живлення будь-яких приймачів струму від одного джерела електричної енергії через індукційні котушки (трансформатори). За цю роботу він був нагороджений почесним дипломом.
Іван Усагін помер 1919 року.

## Наукові праці
Праці Усагіна присвячені також удосконаленню ртутного вакуумного насоса, конструювання приладів для вивчення світіння газів при електричних розрядах, конструювання спеціального фотографічного апарату для фотографування сонячного затемнення та ін. Він досконало опанував методом кольорової фотографії і виконував найкращі для свого часу знімки спектрів.